# 刘安成
刘安成（1954年—），1970年参加工作，中国刑侦专家，曾任公安部刑事侦查局局长。
1970年在新疆军区通信总站工作，1975年9月，乌鲁木齐市公安局，1994年，广东省公安厅侦察员、刑侦局副局长，2002年12月，广东省公安厅刑侦局局长；2008年，广东省公安厅副厅长，公安部刑侦局副局长；2012年5月—2015年11月，公安部刑事侦查局局长。

## 主抓大案
- 1996广州张治成特大杀人团伙案
- 2011年12•29特大拐卖儿童案[1]